# Mada (okręg Hunedoara)
Mada – wieś w Rumunii, w okręgu Hunedoara, w gminie Balșa. W 2011 roku liczyła 74 mieszkańców.